# Radio Wolna Europa

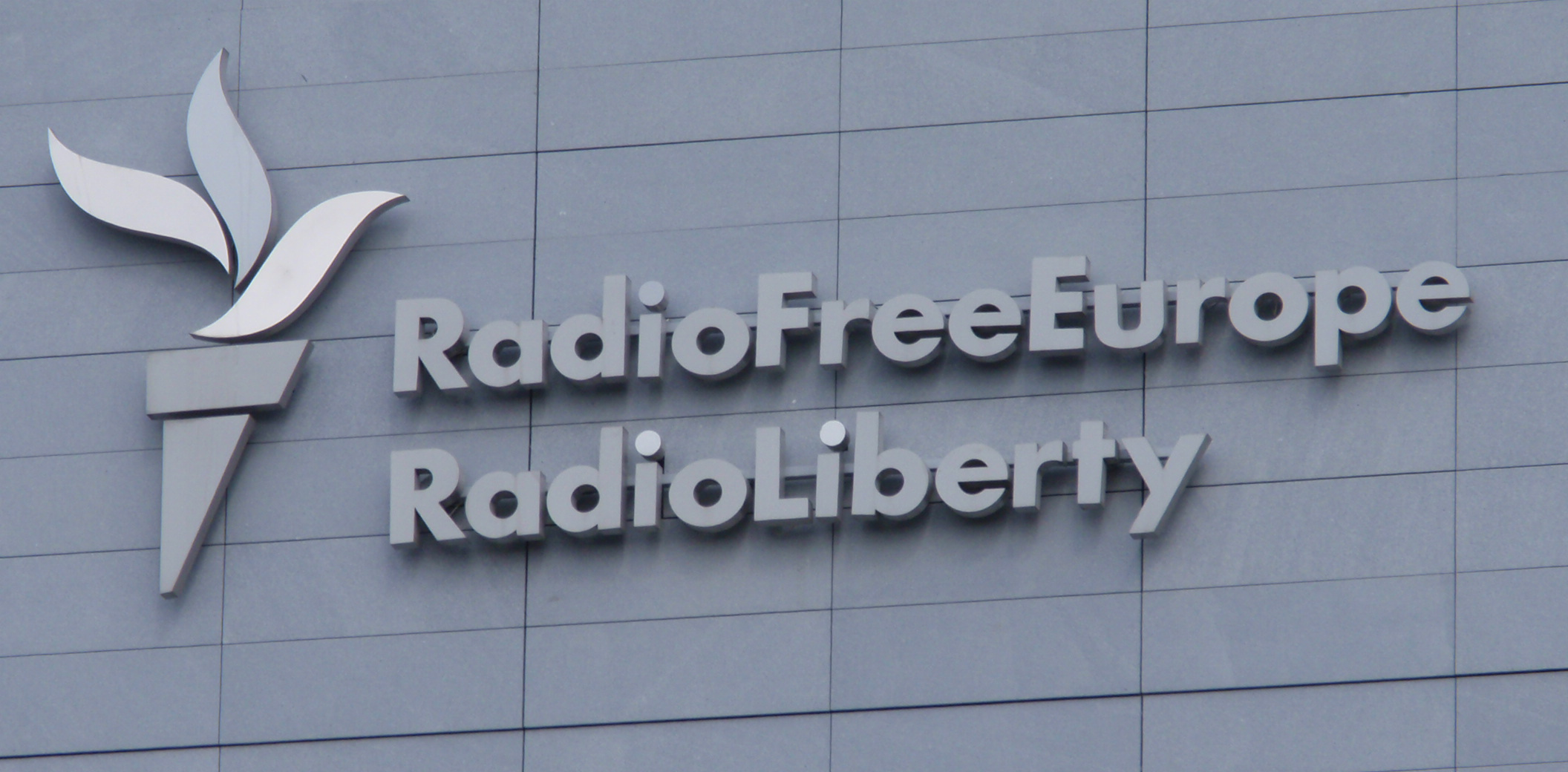
Obecne logo Radia Wolna Europa / Radia Swoboda w Pradze

Radio Wolna Europa (Radio Wolna Europa/Radio Swoboda, RWE/RS, ang. Radio Free Europe/Radio Liberty) – amerykańska rządowa rozgłośnia utworzona w 1949 r. z połączenia „Radia Wolna Europa” i „Radia Swoboda” prowadząca transmisje informacji, analiz i aktualności do krajów Europy Środkowo-Wschodniej, Azji Środkowej i Bliskiego Wschodu, w których swobodny przepływ informacji jest zakazany przez organy rządowe, lub nie jest w pełni rozwinięty.
Misją RWE jest promowanie demokratycznych wartości i instytucji poprzez informowanie w krajach, w których wolność słowa jest zabraniana przez rząd, lub nie jest w pełni ugruntowana. RWE opiera się na przekonaniu, że pierwszym wymogiem demokracji są dobrze poinformowani obywatele.
Treści RWE tworzone są w dwudziestu pięciu językach, docierają do dwudziestu krajów, szacowane cotygodniowe audytorium RWE/RS to 33,9 mln osób. Audycje nadawane są na falach krótkich, przez satelity i Internet oraz retransmitowane lokalnie na falach średnich i ultrakrótkich.
RWE jest finansowana przez Kongres Stanów Zjednoczonych, w 2018 roku jej budżet wyniósł 123,3 mln USD. Niezależność redakcyjna RWE/RS jest gwarantowana amerykańskim prawem.

## Historia
Radio Wolna Europa utworzono w 1949 roku w Nowym Jorku z inicjatywy „Narodowego Komitetu na Rzecz Wolnej Europy”. Miało siedzibę w Monachium przy Oettingenstr. 67, do 1972 roku dostawało środki przez CIA, po 1972 roku było finansowane przez Kongres Stanów Zjednoczonych. Radio Wolna Europa nadawało audycje do krajów bloku wschodniego (tzw. „demokracji ludowej”), które po 1945 roku były pod dominacją Moskwy oraz republik bałtyckich (Stany Zjednoczone nie uznały ich wcielenia do ZSRR). Radio Swoboda transmitowało swoje audycje do pozostałych 12 republik ZSRR.
Audycje RWE/RS były intensywnie zagłuszane przez służby bezpieczeństwa i struktury sił zbrojnych państw komunistycznych. Jak podaje w swoich wspomnieniach Jan Nowak-Jeziorański, koszty zagłuszania były mniej więcej trzy razy wyższe od kosztów nadawania audycji. Ze względu na sposób propagacji fal krótkich zagłuszanie nigdy nie było w stanie zakłócić wszystkich audycji. 28 czerwca 1956 roku, jedną z zagłuszarek zniszczyła protestująca ludność Poznania, domagając się wolności słowa podczas Poznańskiego Czerwca 1956. 18 listopada 1956 roku, protestujący w Bydgoszczy zniszczyli zagłuszarkę znajdującą się na Wzgórzu Dąbrowskiego. Tydzień później władze PRL ogłosiły, że rezygnują z zagłuszania, jednak w rzeczywistości sytuacja w eterze nie uległa zmianie, bowiem nadal utrudniano odbiór poprzez radiostacje zagłuszające z terenu ZSRR, Bułgarii, Węgier, Czechosłowacji i Rumunii. Pracowały one do 1 stycznia 1988, ze szczególną intensywnością działając w czasie inwazji wojsk Układu Warszawskiego na Czechosłowację w 1968 oraz podczas stanu wojennego w PRL (1981–1983). Komunistyczne służby bezpieczeństwa przeprowadzały również bezpośrednie ataki przeciwko RWE/RS. Zamordowano kilku pracowników, przeprowadzano zamachy bombowe. Wielu pracowników RWE było szykanowanych poprzez anonimowe telefony z pogróżkami czy fabrykowanie spreparowanych donosów przez Służbę Bezpieczeństwa (np. przypadek Macieja Morawskiego, francuskiego korespondenta Rozgłośni Polskiej RWE). Na początku lat 50. słuchanie radia było ścigane i karane przez wojskowe sądy rejonowe wyrokami 2–3 lat pozbawienia wolności za „szerzenie wrogiej propagandy”.
21 lutego 1981 część budynku głównego rozgłośni RWE została wysadzona w ataku terrorystycznym w wyniku eksplozji bomby. Zniszczenia oszacowano na 2 mln dolarów, rannych zostało kilku pracowników, ale nie było ofiar śmiertelnych. Po otwarciu archiwów Stasi ujawniono, że za atak był odpowiedzialny Ilich Ramírez Sánchez (ps. Carlos, Szakal), a zamach zlecił dyktator komunistycznej Rumunii Nicolae Ceaușescu – Securitate wynajęła Sáncheza (Carlosa), by dokonał zamachu na Iona Mihaia Pacepę, najwyższego rangą oficera wywiadu bloku wschodniego, który przeszedł na stronę Zachodu. Carlos za zamordowanie Pacepy miał otrzymać milion dolarów, a ponieważ nie mógł go odnaleźć, 21 lutego 1981 roku wysadził w powietrze z użyciem materiałów wybuchowych przekazanych mu przez Securitate część głównej siedziby RWE w Monachium. RWE w tym okresie wielokrotnie nadawała list Pacepy do jego córki Dany, w którym wyjaśniał powody, które go ostatecznie skłoniły do przejścia na stronę Zachodu.
Dzisiaj odwiedzający praski budynek stacji przechodzą przez wykrywacz metali, ze względu na obawę przez zamachami terrorystycznymi planowanymi przez niektóre dyktatury. Obecnie zagłuszane są czasem audycje nadawane do Iranu. Były też doniesienia o zagłuszaniu lokalnej stacji UKF retransmitującej audycje w Kijowie.
W latach 90. rozgłośnie popadły w problemy finansowe, rozważano nawet poważnie ich likwidację. Ostatecznie w 1995 roku przeniesiono rozgłośnię z Monachium do Pragi, do budynku po byłym parlamencie czechosłowackim niedaleko placu Wacława, podarowanym RWE/RS przez prezydenta Czech Václava Havla. Serwisy czeski, słowacki i węgierski zostały włączone w struktury krajowych rozgłośni tych państw. W tym czasie RWE/RS rozpoczęła nadawanie audycji m.in. do niektórych krajów powstałych po rozpadzie Jugosławii, do Iraku i Iranu (już wcześniej działał serwis afgański), a także w językach północnego Kaukazu. Największym serwisem pozostaje całodobowy serwis rosyjski.
Od marca 2009 Radio Free Europe/Radio Liberty mieści się w nowo wybudowanym budynku w praskiej dzielnicy Hagibor, położonym 10 minut od centrum Pragi. W roku 2017 rozgłośnia została uznana w Rosji za agenta zagranicy.
W lipcu 2018 Radio Wolna Europa zapowiedziało wznowienie nadawania serwisów informacyjnych i audycji publicystycznych dla Bułgarii i Rumunii w celu walki z fake newsami i promowania rzetelnego dziennikarstwa. 14 stycznia 2019 roku wznowiono nadawanie audycji przygotowywanych przez sekcję rumuńską Radia Wolna Europa (Radio Europa Libera). Niedługo później (21 stycznia) został otwarty serwis w języku bułgarskim dla Bułgarii (Radio Swobodna Ewropa).
We wrześniu 2019 roku Amerykańska Agencja na rzecz Światowych Mediów (ang. U.S. Agency for Global Media) podjęła decyzję o otworzeniu oddziału Radio Wolna Europa na Węgrzech, co spotkało się z dużym poparciem ze strony Kongresu Stanów Zjednoczonych. Powodem tej decyzji są działania premiera Węgier, Viktora Orbána, które doprowadziły do spadku Węgier w Rankingu Wolnych Mediów o ponad 50 miejsc od czasu, gdy objął urząd w 2010 roku. Uruchomienie nowego oddziału oraz otwarcie biura na Węgrzech zostało zaplanowane do końca czerwca 2020 roku.

## Początki programu w języku polskim RWE: okres nowojorski (1950–1952)
Programy polskie półgodzinne, a następnie godzinne nagrywane były w studio w Nowym Jorku, wysyłane pocztą lotniczą do Niemiec i nadawane z anteny pod Frankfurtem. Pierwszym szefem niewielkiego zespołu redakcyjnego w Nowym Jorku został były urzędnik służby dyplomatycznej RP, Lesław Bodeński. W rok później zastąpił go Stanisław Strzetelski, przedwojenny publicysta i redaktor „Wieczoru Warszawskiego”.

## Rozgłośnia Polska RWE (1952–1994)
W latach 1952–1994 istniała polska sekcja Radia Wolna Europa. Dyrektorami Rozgłośni Polskiej RWE w Monachium byli: Jan Nowak-Jeziorański (1952–1976), Zygmunt Michałowski (1976–1982), Zdzisław Najder (1982–1987), Marek Łatyński (1987–1989) i Piotr Mroczyk (1989–1994). W okresie PRL była najczęściej słuchanym (i systematycznie zagłuszanym) radiem zagranicznym.

## Języki, w których nadaje Radio Wolna Europa/Radio Swoboda

Zasięg nadawania RFE/RL w 2009

- albański
- arabski
- awarski
- azerski
- baszkirski
- białoruski
- czeczeński
- adygejski
- dari
- gruziński
- kazachski
- kirgiski
- krymskotatarski
- macedoński
- ormiański
- paszto
- perski (jako Radio Farda)
- rumuński
- rosyjski
- serbski
- tadżycki
- tatarski (jako Radio Azatlyk)
- turkmeński
- ukraiński
- uzbecki
- węgierski[24]

## Książki dotyczące działalności RWE
- Zbigniew Błażyński, Mówi Józef Światło. Za kulisami bezpieki i partii 1940-1955 (słowo wstępne Jan Nowak-Jeziorański; Polska Fundacja Kulturalna 1985, ISBN 0-85065-180-8 [2 wydania]; 1986, 1988, 1989; Oficyna Wydawnicza „Rytm” 1990; Polska Fundacja Kulturalna – Wydawnictwo LTW 2003, ISBN 83-88736-34-5; ponadto liczne wydania II obiegu wydawniczego przed 1989)
- Richard H. Cummings, Cold War Radio: The Dangerous History of American Broadcasting in Europe, 1950-1989  (McFarland & Company, Jefferson 2009, ISBN 978-0-7864-4138-9)
- Jolanta Hajdasz, Szczekaczka, czyli Rozgłośnia Polska Radia Wolna Europa (Media Rodzina 2006, ISBN 83-7278-205-9)
- Zygmunt Jabłoński, Gabinet figur radiowych (Pogląd, Berlin 1985, ISBN 3-924686-02-5)
- Anatol Kobyliński, Wędrówki pana Anatola (Agawa 1996, ISBN 83-85571-05-1)
- Marek Łatyński, Ogród angielski 1. Wspomnienia z Radia Wolna Europa (Wydawnictwo Uniwersytetu Marii Curie-Skłodowskiej 1997, ISBN 83-227-0987-0)
- Paweł Machcewicz, „Monachijska menażeria”. Walka z Radiem Wolna Europa (Instytut Pamięci Narodowej – Instytut Studiów Politycznych PAN 2007, ISBN 978-83-60464-44-1; seria: „Monografie”, t. 33)
- Jerzy Morawski, Głosy z Monachium (Interpress 1993, ISBN 83-223-2640-8)
- Maciej Morawski, Łącznik z Paryża (Instytut im. Generała Stefana „Grota” Roweckiego, Leszno 2007, ISBN 83-921389-9-6; wydanie 2, uzupełnione pt. Łącznik z Paryża – Rzecz o weteranie zimnej wojny, Instytut im. Generała Stefana „Grota” Roweckiego, Leszno 2009 [właśc. 2008]), ISBN 978-83-921389-9-0.
- Jan Nowak-Jeziorański, Wojna w eterze Tom I. 1948-1956 (Odnowa, Londyn 1985, ISBN 0-903705-53-2; liczne wydania II obiegu w Polsce oraz wznowienia krajowe po 1989)
- Jan Nowak (Zdzisław Jeziorański), Polska z oddali, Tom II. 1956-1976 (Odnowa, Londyn 1988, ISBN 0-903705-64-8; liczne wydania II obiegu w Polsce oraz wznowienia krajowe po 1989)
- Jan Nowak-Jeziorański, Jerzy Giedroyc, Listy 1952-1998 (wybór, opracowanie i wstęp Dobrosława Platt; Towarzystwo Przyjaciół Ossolineum 2001, ISBN 83-7095-052-3)
- Andrzej Paczkowski, Trzy twarze Józefa Światły. Przyczynek do historii komunizmu w Polsce (Prószyński i S-ka 2009, ISBN 978-83-89325-87-7)
- Konrad W. Tatarowski, Literatura i pisarze w programie Rozgłośni Polskiej Radia Wolna Europa (Universitas 2006, ISBN 83-242-0426-1)
- George Urban, Radio Wolna Europa i walka o demokrację. Moja wojna w czasie zimnej wojny (przeł. Maciej Antosiewicz; Prószyński i S-ka 2000, ISBN 83-7255-764-0)
- Violetta Wejs-Milewska, Radio Wolna Europa na emigracyjnych szlakach pisarzy. Gustaw Herling-Grudziński, Tadeusz Nowakowski, Roman Palester, Czesław Straszewicz, Tymon Terlecki (Wydawnictwo Arcana 2007, ISBN 978-83-60940-20-4)
- Kazimierz Zamorski, Pod anteną Radia Wolna Europa (Wydawnictwo Wers 1995, ISBN 83-901606-2-5)
- Pięćdziesiąt lat Rozgłośni Polskiej Radia Wolna Europa. Materiały sesji jubileuszowej (red. Daria Nałęcz; Naczelna Dyrekcja Archiwów Państwowych 2003)
- PRL atakuje Radio „Wolna Europa”. Teksty, rysunki i karykatury z prasy, radia, telewizji i wydawnictw książkowych (wybór i wstęp: Alina Grabowska; Towarzystwo Przyjaciół Ossolineum 2002, ISBN 83-7095-055-8)
- Radio Wolna Europa w polityce polskiej i zachodniej (materiały z konferencji naukowej, zorganizowanej w dniach 30 listopada – 1 grudnia 2007 na Uniwersytecie Warszawskim; pod red. Andrzeja Borzyma i Jeremiego Sadowskiego; Stowarzyszenie Wolnego Słowa 2009, ISBN 978-83-924585-3-1)
- Tu Rozgłośnia Polska Radia Wolna Europa (wybór tekstów: Alina Perth-Grabowska, Bogdan Żurek; red. Andrzej Dusza, Krzysztof Dobrecki; „Przegląd Koniński” na zlecenie Stowarzyszenia Pracowników Rozgłośni Polskiej Radia Wolna Europa, 1995, ISBN 83-904212-0-8)
- Wokół Rozgłośni Polskiej Radia Wolna Europa. Materiały konferencji naukowej (red. Władysław Stępniak; Naczelna Dyrekcja Archiwów Państwowych 2002)
- Wspomnienia pracowników Rozgłośni Polskiej Radia Wolna Europa (red. Alina Grabowska; Oficyna Wydawnicza „Rytm” 2002, ISBN 83-88794-64-7)